# 430 km Autopolisa 1991
430 km Autopolisa 1991 je bila osma in zadnja dirka Svetovnega prvenstva športnih dirkalnikov v sezoni 1991. Odvijala se je 28. oktobra 1991.

## Rezultati
| Poz    | Razred | Št | Moštvo                                  | Dirkači                            | Šasija                             | Gume | Krogi |
| Poz    | Razred | Št | Moštvo                                  | Dirkači                            | Motor                              | Gume | Krogi |
| ------ | ------ | -- | --------------------------------------- | ---------------------------------- | ---------------------------------- | ---- | ----- |
| 1      | C1     | 2  | Team Sauber Mercedes                    | Karl Wendlinger Michael Schumacher | Mercedes-Benz C291                 | G    | 93    |
| 1      | C1     | 2  | Team Sauber Mercedes                    | Karl Wendlinger Michael Schumacher | Mercedes-Benz M291 3.5L Flat-12    | G    | 93    |
| 2      | C1     | 3  | Silk Cut Jaguar                         | Derek Warwick                      | Jaguar XJR-14                      | G    | 93    |
| 2      | C1     | 3  | Silk Cut Jaguar                         | Derek Warwick                      | Cosworth HB 3.5L V8                | G    | 93    |
| 3      | C1     | 4  | Silk Cut Jaguar                         | Teo Fabi David Brabham             | Jaguar XJR-14                      | G    | 93    |
| 3      | C1     | 4  | Silk Cut Jaguar                         | Teo Fabi David Brabham             | Cosworth HB 3.5L V8                | G    | 93    |
| 4      | C1     | 5  | Peugeot Talbot Sport                    | Mauro Baldi Philippe Alliot        | Peugeot 905 Evo 1B                 | M    | 92    |
| 4      | C1     | 5  | Peugeot Talbot Sport                    | Mauro Baldi Philippe Alliot        | Peugeot SA35 3.5L V10              | M    | 92    |
| 5      | C1     | 1  | Team Sauber Mercedes                    | Jochen Mass Jean-Louis Schlesser   | Mercedes-Benz C291                 | G    | 92    |
| 5      | C1     | 1  | Team Sauber Mercedes                    | Jochen Mass Jean-Louis Schlesser   | Mercedes-Benz M291 3.5L Flat-12    | G    | 92    |
| 6      | C1     | 36 | Toyota Team Tom's                       | Geoff Lees Andy Wallace            | Toyota TS010                       | G    | 90    |
| 6      | C1     | 36 | Toyota Team Tom's                       | Geoff Lees Andy Wallace            | Toyota RV10 3.5L V10               | G    | 90    |
| 7      | C1     | 8  | Euro Racing                             | Cor Euser Charles Zwolsman         | Spice SE90C                        | G    | 87    |
| 7      | C1     | 8  | Euro Racing                             | Cor Euser Charles Zwolsman         | Ford Cosworth DFR 3.5L V8          | G    | 87    |
| 8      | C2     | 12 | Courage Compétition Nisseki Racing Team | George Fouché Steven Andskär       | Porsche 962C GTi                   | D    | 85    |
| 8      | C2     | 12 | Courage Compétition Nisseki Racing Team | George Fouché Steven Andskär       | Porsche Type-935 3.2L Turbo Flat-6 | D    | 85    |
| 9      | C2     | 18 | Mazdaspeed                              | Maurizio Sandro Sala Yojiro Terada | Mazda 787B                         | D    | 85    |
| 9      | C2     | 18 | Mazdaspeed                              | Maurizio Sandro Sala Yojiro Terada | Mazda R26B 2.6L 4-Rotor            | D    | 85    |
| 10     | C2     | 58 | Mazdaspeed                              | Dave Kennedy Takashi Yorino        | Mazda 787B                         | D    | 84    |
| 10     | C2     | 58 | Mazdaspeed                              | Dave Kennedy Takashi Yorino        | Mazda R26B 2.6L 4-Rotor            | D    | 84    |
| 11 DNF | C2     | 14 | Team Salamin Primagaz Team Schuppan     | Roland Ratzenberger Eje Elgh       | Porsche 962C                       | D    | 78    |
| 11 DNF | C2     | 14 | Team Salamin Primagaz Team Schuppan     | Roland Ratzenberger Eje Elgh       | Porsche Type-935 3.2L Turbo Flat-6 | D    | 78    |
| 12 DNF | C2     | 11 | Porsche Kremer Racing                   | Manuel Reuter Harri Toivonen       | Porsche 962CK6                     | Y    | 45    |
| 12 DNF | C2     | 11 | Porsche Kremer Racing                   | Manuel Reuter Harri Toivonen       | Porsche Type-935 3.2L Turbo Flat-6 | Y    | 45    |
| 13 DNF | C1     | 21 | Konrad Motorsport                       | Franz Konrad Stefan Johansson      | Konrad KM-011                      | Y    | 24    |
| 13 DNF | C1     | 21 | Konrad Motorsport                       | Franz Konrad Stefan Johansson      | Lamborghini 3512 3.5L V12          | Y    | 24    |
| 14 DNF | C1     | 6  | Peugeot Talbot Sport                    | Keke Rosberg Yannick Dalmas        | Peugeot 905 Evo 1B                 | M    | 20    |
| 14 DNF | C1     | 6  | Peugeot Talbot Sport                    | Keke Rosberg Yannick Dalmas        | Peugeot SA35 3.5L V10              | M    | 20    |
| 15 DNF | C1     | 16 | Repsol Brun Motorsport                  | Oscar Larrauri                     | Brun C91                           | Y    | 20    |
| 15 DNF | C1     | 16 | Repsol Brun Motorsport                  | Oscar Larrauri                     | Judd GV 3.5L V10                   | Y    | 20    |
| 16 DNF | C2     | 17 | Repsol Brun Motorsport                  | Jésus Pareja Bernard Santal        | Porsche 962C                       | Y    | 12    |
| 16 DNF | C2     | 17 | Repsol Brun Motorsport                  | Jésus Pareja Bernard Santal        | Porsche Type-935 3.2L Turbo Flat-6 | Y    | 12    |
| 17 DNF | C1     | 61 | Euro Racing                             | Wayne Taylor Hideshi Matsuda       | Spice SE90C                        | G    | 3     |
| 17 DNF | C1     | 61 | Euro Racing                             | Wayne Taylor Hideshi Matsuda       | Ford DFR 3.5L V8                   | G    | 3     |

## Statistika
- Najboljši štartni položaj - #4 Silk Cut Jaguar - 1:27.188
- Najhitrejši krog - #6 Peugeot Talbot Sport - 1:30.615
- Povprečna hitrost - 177.891km/h